# 最後の皇后 尹妃
『最後の皇后 尹妃』（朝鮮語: 마지막 황후 윤비、英語: The Last Empress） は、1966年公開の大韓民国製作による、大韓帝国最後の皇后で後に李太王妃となった純貞孝皇后尹氏の生涯を描いた歴史映画。日本未公開。

## キャスト
- 純貞孝皇后尹氏：金明子（김명자）
- 朝鮮純宗：南宮遠（남궁원）
- 朝鮮高宗：崔湳鉉（최남현）

## スタッフ
- ナレーション：李圭雄（이규웅）